# Beatriz Costa
Beatriz da Conceição, conocida artísticamente como Beatriz Costa (14 de diciembre de 1907 - 15 de abril de 1996), fue una reconocida actriz portuguesa y una de las principales estrellas de la época dorada del cine portugués. Actuó en populares películas en su país como A Aldeia da Roupa Branca (1939), A Canção de Lisboa (1933) y Fátima Milagrosa (1928). Tras abandonar la actuación se dedicó a la escritura, publicando su último libro en 1990.

## Filmografía
- A Aldeia da Roupa Branca, de Chianca de Garcia (1939)
- O Trevo de Quatro Folhas, de Chianca de Garcia (1936)
- A Canção de Lisboa, de José Cotinelli Telmo (1933)
- Minha Noite de Núpcias, de E. W. Emo (1931)
- Lisboa, de J. Leitão de Barros (1930)
- Fátima Milagrosa, de Rino Lupo (1928)
- O Diabo em Lisboa, de Rino Lupo (1926)